# Adrian Sarkisian
Adrian Sarkisian, né le 13 février 1979 à Montevideo, est un footballeur puis entraîneur uruguayen . Il évolue au poste de milieu de terrain de la fin des années 1990 à la fin des années 2000. Il est actuellement l'entraîneur adjoint de Pablo Correa à l'AS Nancy-Lorraine.
Après des débuts au River Plate Montevideo, il joue ensuite notamment au CD Veracruz et à l'AS Nancy-Lorraine. Il devient par la suite entraîneur.

## Biographie
Adrian Sarkisian est un footballeur international uruguayen  devenu entraîneur. Durant sa carrière de joueur, entre 1997 et 2008, il évolue au poste de milieu offensif, comme meneur de jeu. Après une bonne saison 2005-2006 dans les rangs nancéiens, il avait été convoqué en équipe d'Uruguay A.
Il doit arrêter sa carrière de footballeur, le 4 mars 2008, en raison d'une blessure récurrente au genou.
En 2010, il repart dans son pays d'origine et reçoit son diplôme d'entraîneur professionnel.
Entre 2014 et 2015, il travaille avec la sélection uruguayenne des moins de 17 ans participant au projet d'Óscar Tabárez. À la suite de cela, il dirige le Racing CM, le Danubio FC et Juventud Las Piedras.
En décembre 2017, il rejoint son ancien entraîneur Pablo Correa en France pour ensuite devenir son entraîneur adjoint à l'AJ Auxerre jusqu'à juin 2019.
Au cours de la saison 2023-2024, il devient entraîneur adjoint de l'AS Nancy-Lorraine sous les ordres de Pablo Correa.

## Carrière
- 1997-2001 : CA River Plate  Uruguay
- 2001-oct 2003 : CD Veracruz  Mexique
- oct 2003-juin 2004 : Al Ahly Djeddah  Arabie saoudite
- 2004-2005 : CA River Plate  Uruguay
- 2005-mars 2008 : AS Nancy-Lorraine  France

## Palmarès
- Vainqueur en 2004 (Ligue 2 - River Plate)
- Coupe de la Ligue : 
  - Vainqueur en 2006 (AS Nancy-Lorraine).
- Coupe Crown Prince d'Arabie saoudite :
  - Finaliste en 2004 (Al Ahly Djeddah).